# اندیس ناریگان
ناریگان یک اندیس فلزی است که در حوالی شهر اسفوردی استان یزد قرار دارد و مادهٔ معدنی موجود در آن، مس است.  